# Holly Gagnier
Holly Gagnier (* 12. Dezember 1958 in Ventura, Kalifornien) ist eine US-amerikanische Schauspielerin.

## Leben
Gagnier ist eine Schauspielerin, die vor allem durch Auftritte in bekannten US-amerikanischen Fernsehserien Bekanntheit erlangte. Ihr Schauspieldebüt vor einer Kamera gab sie Ende der 1970er Jahre, gefolgt von Gastauftritten in namhaften Serien, ehe sie Mitte der 1980er Jahre eine Nebenrolle in den Seifenopern Liebe, Lüge, Leidenschaft und Zeit der Sehnsucht angeboten wurde.
Im Jahr 1985 feierte sie mit der Filmkomödie Girls Just Want to Have Fun ihren Einstand als Darstellerin in einem Kinofilm, weitere Filmangebote folgten. Dennoch ist sie heute vor allem als Schauspielerin in Serien wie Baywatch – Die Rettungsschwimmer von Malibu, Emergency Room – Die Notaufnahme und Crossing Jordan – Pathologin mit Profil bekannt.
1996 heiratete sie David Guillod.

## Filmografie
- 1980: Quincy (Quincy, M. E., Fernsehserie, eine Folge)
- 1980: Junge Schicksale (ABC Afterschool Specials, Fernsehserie, eine Folge)
- 1981: Fantasy Island (Fernsehserie, eine Folge)
- 1981: The Facts of Life (Fernsehserie, eine Folge)
- 1981: House Calls (Fernsehserie, eine Folge)
- 1982: Mr. Merlin (Fernsehserie, eine Folge)
- 1982: T. J. Hooker (Fernsehserie, eine Folge)
- 1984: Cheerballs (Gimme an 'F')
- 1985: Das A-Team (The A-Team, Fernsehserie, eine Folge)
- 1985: Charles in Charge (Fernsehserie, eine Folge)
- 1985: Lipstick & Ice Cream
- 1985–1986: Zeit der Sehnsucht (Days of our Lives, Fernsehserie, 17 Folgen)
- 1987–1988: Liebe, Lüge, Leidenschaft (One Life to Live, Fernsehserie, drei Folgen)
- 1989–1990: Baywatch – Die Rettungsschwimmer von Malibu (Baywatch, Fernsehserie, 21 Folgen)
- 1990: Mord ist ihr Hobby (Murder, She Wrote, Fernsehserie, eine Folge)
- 1991: Alligator II – Die Mutation (Alligator II: The Mutation)
- 1991: Valerie (Fernsehserie, eine Folge)
- 1991: The Last Hero
- 1992: Palm Beach-Duo (Silk Stalkings, Fernsehserie, eine Folge)
- 1992: Middle Ages (Fernsehserie, eine Folge)
- 1993: Mord ohne Spuren (Bodies of Evidence, Fernsehserie, eine Folge)
- 1993: Überflieger (Wings, Fernsehserie, eine Folge)
- 1993: Die Abenteuer des Brisco County jr. (The Adventures of Brisco County, Jr., Fernsehserie, eine Folge)
- 1994: Fortune Hunter – Bei Gefahr: Agent Carlton Dial (Fortune Hunter, Fernsehserie, eine Folge)
- 1994: Kung Fu – Im Zeichen des Drachen (Kung Fu: The Legend Continues, Fernsehserie, eine Folge)
- 1994: Dream On (Fernsehserie, eine Folge)
- 1994: Emergency Room – Die Notaufnahme (ER, Fernsehserie, eine Folge)
- 1995: Braten und Bräute (Platypus Man, Fernsehserie, eine Folge)
- 1995: seaQuest DSV (Fernsehserie, eine Folge)
- 1996: Wing Commander IV: The Price of Freedom (VS)
- 1996–1997: Renegade – Gnadenlose Jagd (Renegade, Fernsehserie, zwei Folgen)
- 1997: Friends (Fernsehserie, eine Folge)
- 1997: Brüder (Brotherly Love, Fernsehserie, eine Folge)
- 1997: Lawless (Fernsehserie, eine Folge)
- 1997: Spy Game (Fernsehserie, eine Folge)
- 1997: Leichenschmaus am Hochzeitstag (The Undertaker’s Wedding)
- 1998: Free Enterprise
- 1998: In guten wie in schlechten Tagen (Fernsehserie, eine Folge)
- 1998: Die Power Kids
- 1998–2000: Pacific Blue – Die Strandpolizei (Pacific Blue, Fernsehserie, vier Folgen)
- 1999: Fashionably L.A.
- 2001: Dharma & Greg (Fernsehserie, eine Folge)
- 2004: Crossing Jordan – Pathologin mit Profil (Crossing Jordan, Fernsehserie, eine Folge)
- 2009: Billy and the Hurricane (Kurzfilm)
- 2009: 90210 (Fernsehserie, eine Folge)
- 2009: The Chronicles of Holly-Weird (Kurzfilm)
- 2009: Dr. House (House, Fernsehserie, eine Folge)
- 2010: Waiting for Goldblum (Kurzfilm)
- 2011: Simone (Kurzfilm)
- 2011: Winners! (Kurzfilm)
- 2011: The Barista (Fernsehfilm)
- 2011: Awol (Kurzfilm)
- 2012: The Son of an Afghan Farmer
- 2012: Private Practice (Fernsehserie, eine Folge)
- 2012: Ringer (Fernsehserie, eine Folge)
- 2013: Perception (Fernsehserie, eine Folge)
- 2013: Snap (Kurzfilm)